# Крижановський Євген Анатолійович
Євген Крижановський (нар. 6 червня 1955, Миколаїв) — білоруський гуморист, актор і головний режисер Мінського театру сатири і гумору «Христофор». Заслужений артист Республіки Білорусь (2015).
Євген Крижановський: «Народився на Україні, жив в Росії, а помру в Білорусі!»

## Життєпис
Народився в 1955 році в Миколаєві (УРСР). Закінчив школу в Козельську (РРФСР). Працював в Тульському драматичному театрі робітником сцени.
1973 рік — вступив до Білоруського театрально-художнього інституту на акторське відділення.
1977 року — прийнятий в трупу Академічного театру ім. Янки Купали.
1986 рік — Разом з Володимиром Перцовим і Юрієм Лісовим створив театр сатири та гумору «Христофор».
 Я терпіти не міг театр — став артистом. Коли став артистом, навчався в інституті, терпіти не міг музкомедію. Для мене вона здавалася таким низьким жанром. Доля закинула мене на сцену музкомедії. Я там грав! Я терпіти не міг такий негідний жанр, як естрада! Такий вже примітив! Тут Шекспір, Гоголь, Чехов — а там теща, сантехнік. І ось уже 20 років в «Христофорі»! Тепер з жахом думаю, що я не дуже люблю балет 
18 травня 2008 роки завітав до Москви. Мета «візиту» — зйомки в програмі  ОРТ «Малахов +», присвяченій темі схуднення.

## Політична діяльність
2001 року висував свою кандидатуру на президентських виборах, зібрав 30 тисяч підписів, але знявся, коли дізнався, що Президентом може стати лише уродженець Білорусі. Брав участь у виборах до місцевих рад 2002 року.
2007 року вступив у Ліберально-демократичну партію Білорусі. Причиною цього, за власними словами, була відсутність свободи слова і системної опозиції. 3 жовтня 2008 року призначений заступником голови партії і керівником управління агітації та пропаганди.,
Був кандидатом у депутати на місцевих виборах 2010 року (посів друге місце), парламентських виборах 2012 року (набрав 13 %), місцеві вибори 2014 року, парламентських виборах 2016 року (набрав 10,9 %).